# Métiers du vélo
 (décembre 2022).
Les métiers du vélo regroupent l'ensemble des activités professionnelles autour de la production, de l'entretien et de l'usage des vélos.

## Emploi dans la filière vélo en France
En 2020, l'ensemble des activités liées au vélo en France est estimé par l'ADEME à 80 000 emplois pour des retombées directes de 9,6 milliards d'euros par an.

## Industrie
Les vélos sont assemblés à partir de plusieurs pièces mécaniques et parfois électroniques. Leur production fait appel à différents métiers et représente un total estimé à 4 000 emplois en 2021 en France. Il s'agit notamment de métiers autour du soudage et de l'assemblage, pour lesquels il n'existe pas en 2021 de parcours de formation consacré aux particularités des cycles, notamment à assistance électrique (VAE). En particulier, les ouvriers exercent des activités similaires à celle de la construction automobile : peinture, vissage, soudure, etc.. De plus, l'industrie emploie des ingénieurs pour concevoir et améliorer les équipements du vélo et du cycliste.

## Entretien et maintenance
Au quotidien, les vélos peuvent être entretenus par leur propriétaire. Pour les maintenances plus lourdes, des mécaniciens-réparateurs sont souvent employés par les vélocistes,. Ils sont alors formés aux spécificités de la mécanique des différents modèles, notamment les VAE. Ils peuvent réaliser des opérations de maintenance préventive et curative à la suite de pannes ou d'accidents, ainsi que de multiples missions associées à l'entretien et à la vente des appareils et de leurs accessoires. Depuis 2022, la formation est sanctionnée en France par le diplôme de Technicien-vendeur cycles, accessible en formation professionnalisante (apprentissage, contrat de professionnalisation ou validation des acquis). Le premier guide dédié au nouveau titre à finalité professionnel (TFP) en mécanique cycle a été publié en avril 2023 par le site spécialisé Le Job Vélo, lauréat des Talents du Vélo 2022.
Comme la maintenance peut aussi être assurée par les usagers dans des ateliers participatifs, des animateurs professionnels exercent également dans ces ateliers.
Depuis 2023, le métier de mécaniciens réemploi cycle est officiellement reconnu par France Compétences.
Les métiers de l'entretien et de la maintenance de vélo souffrent d'une pénurie de candidats depuis le boom économique du vélo en 2021.

## Commercialisation
Les vélos peuvent être vendus dans des grandes surfaces alimentaires ou d'articles de sport, mais aussi dans des boutiques spécialisées appelées vélocistes. Dans ces deux derniers cas, les clients sont souvent accompagnés par un vendeur conseil, formé à la vente comme aux notions techniques associées aux produits,. Ce n'est pas le cas lors de la vente en ligne.

## Services de transport à vélo
Les vélos peuvent être utilisés pour transporter d'autres personnes avec un vélo-taxi, notamment dans un contexte de tourisme. L'activité de cyclologistique fait appel à des livreurs à vélo qui pédalent, par exemple les messagers à vélo pour le courrier ou des pilotes de vélo-cargo pour les colis, et à des dispatcheurs qui organisent les tournées. 

## Loisirs et tourisme
Le secteur du cyclotourisme mobilise les métiers du tourisme : guide touristique, agence de voyage, etc. pour organiser et animer des voyages à vélo sur des parcours dédiés (véloroutes) ou non. La location de vélos se développe sur les véloroutes très fréquentées, ce qui nécessite aussi bien des vendeurs que des techniciens de maintenance pour l'entretien des appareils.

## Aménagements cyclables
La mise en place et l'entretien d'aménagements cyclables adaptés sont assurées par les collectivités locales et des prestataires. Le deuxième volet du plan vélo, annoncé en septembre 2022 par la Première ministre Elisabeth Borne, prévoit un fonds de 250 millions d'euros afin de développer les infrastructures cyclables. Les métiers associés sont ceux d'urbaniste, agent voyer, etc.

## Formation
Au-delà de la formation des professionnels aux différents métiers, une activité consiste à former le grand public à une pratique sécurisée du vélo, par exemple comme accompagnateur-rice à la mobilité à vélo. Les instructeurs à vélo exercent leur profession dans différents cadres : écoles, clubs, cours privés, centres d’entraînement d’athlètes professionnels.

## Cyclisme sportif
Les coureurs cyclistes professionnels travaillent au sein d'équipes cyclistes où ils sont entourés de spécialistes : entraîneurs, thérapeutes variés, logisticiens, etc.